# Мрозова-Воля
Мрозова-Воля (пол. Mrozowa Wola) — село в Польщі, у гміні Сточек Венґровського повіту Мазовецького воєводства.
Населення — 549 осіб (2011).
У 1975-1998 роках село належало до Седлецького воєводства.

## Демографія
Демографічна структура станом на 31 березня 2011 року:
|          | Загалом | Допрацездатний вік | Працездатний вік | Постпрацездатний вік |
| -------- | ------- | ------------------ | ---------------- | -------------------- |
| Чоловіки | 276     | 69                 | 175              | 32                   |
| Жінки    | 273     | 57                 | 142              | 74                   |
| Разом    | 549     | 126                | 317              | 106                  |